# 32593 Crotty
32593 Crotty è un asteroide della fascia principale. Scoperto nel 2001, presenta un'orbita caratterizzata da un semiasse maggiore pari a 2,3702688 UA e da un'eccentricità di 0,0984489, inclinata di 5,12210° rispetto all'eclittica.